# Генис, Александр Александрович
Алекса́ндр Алекса́ндрович Ге́нис (род. 11 февраля 1953, Рязань) — американский писатель, эссеист и литературовед, журналист, радиоведущий.

## Биография
Вырос в Риге. Окончил филологический факультет Латвийского университета.
В 1977 году эмигрировал в США, живёт в Нью-Джерси.
Более сорока лет (с 1983) Александр Генис работает на Радио «Свобода», где в 2004—2019 годах вёл передачу «Американский час». Слушателям он запомнился своими выступлениями в программе Радио «Свобода» «Поверх барьеров» (в 80-е вёл её совместно с Петром Вайлем).
В 1997—1998 годах печатался в «Общей газете» и «Русском телеграфе», в 2000—2003 годах — во «Время МН», с ноября 2003 года публикуется в «Новой газете», ведёт рубрику «Кожа времени».
Автор и ведущий двухсерийного телецикла «Письма из Америки», вышедшего на канале «Культура» в 1998 году.
На протяжении многих лет публиковался в тандеме с журналистом Петром Вайлем.
Сотрудничает с русскоязычными СМИ России и Америки: «Радио Культура», работал в эмигрантской газете «Новый американец», которую издавал Сергей Довлатов.
Его книга «Довлатов и окрестности» (первое издание 1999) по данным 2016 года имела шесть изданий на русском.
В октябре 2016 года Александр Генис принимал участие в программе нью-йоркских «Русских сезонов в музее Николая Рериха».
Александр Генис — член редакционного совета журнала «Иностранная литература».
В марте 2022 года подписал открытое письмо, осуждающее российское вторжение на Украину. 27 сентября 2024 года в России включён в реестр т.н. иностранных агентов (не имея никогда российского гражданства).
Сын — Дэниэл Генис (род. 1978), американский литератор, критик и журналист, проведший десять лет в американской тюрьме за серию ограблений.
В настоящее время А. Генис ведёт каналы на ютубе и фейсбуке.

## Произведения

### Книги
- Генис А. А. Американская азбука (2000)
- Генис А. А. Пейзажи. — СПб.: «Пушкинский фонд», 2002. — 80 с. ISBN 5-89803-092-1
- Генис А. А. Трикотаж (2002)
- Генис А. А. «Сладкая жизнь». Издательство: Вагриус, (2004), ISBN 5-475-00002-6
- Генис А. А. Шесть пальцев (2009)
- Генис А. Фантики / Александр Генис. — М. : Астрель : CORPUS, 2010. — 192 с. : ил. ISBN 978-5-271-24552-7 (ООО «Издательство Астрель»)
- Генис А. Колобок и др. Кулинарные путешествия / Александр Генис. — М. : Астрель : CORPUS, 2010. — 416 с. ISBN 978-5-271-30937-3 (ООО «Издательство Астрель»)
- Генис А. А. Странник (2011)
- Генис, Александр Александрович. Обратный адрес : автопортрет / Александр Генис. — Москва : Издательство АСТ : Редакция Елены Шубиной, 2016. — 444, [4] с. — (Уроки чтения). ISBN 978-5-17-097444-3
- Генис А. А. Кожа времени. Книга перемен (2020)

В соавторстве
- Андрей Арьев, Елена Скульская, Александр Генис. Три города Сергея Довлатова. — М.: Альпина нон-фикшн, 2020. — 248 с. — ISBN 978-5-00139-321-4.

### Книги-эссеолитературеикультуре
- Генис А. А. Вавилонская башня
- Генис А. А. Довлатов и окрестности: филологический роман. М.: Вагриус, 2001. — 288 с. — ISBN 5-264-00541-9
- Генис А. А. Иван Петрович умер
- Генис А. А. Билет в Китай
- Генис А. А. Частный случай
- Генис А. Довлатов и окрестности / Александр Генис. — М. : Астрель : CORPUS, 2011. — 736 с. ISBN 978-5-271-33775-8 (ООО «Издательство Астрель»). Дополненное издание включает расширенный вариант сборника «Частный случай».
- Генис, Александр Александрович. Уроки чтения : камасутра книжника / Александр Генис. — Москва : АСТ, 2013. — 349, [3] с. — (Проза Александра Гениса.) ISBN 978-5-17-079600-7
- Генис, Александр. Космополит. Географические фантазии / Александр Генис. — Москва : АСТ: CORPUS, 2014. — 512 с. ISBN 978-5-17-083645-1

### Совместно сПетром Вайлем
- Современная русская проза
- Потерянный рай
- Вайль, Петр. 1960-е. Мир советского человека / Петр Вайль, Александр Генис. — Москва: АСТ: CORPUS, 2013. — 432 с. ISBN 978-5-17-079727-1
- Русская кухня в изгнании
  - Пётр Вайль, Александр Генис. Русская кухня в изгнании. — Corpus, 2013. — 224 с. — 3000 экз. — ISBN 978-5-17-077817-1.
- Родная речь
- Американа

### Радиопрограммы
Александр Генис с 1984 года сотрудничает с Радио Свобода. Является редактором и ведущим программы «Американский час: Поверх барьеров» в Нью-Йорке.
- Поверх барьеров — Американский час. Еженедельная авторская культурологическая программа Александра Гениса на Радио «Свобода»[7].
- Довлатов и окрестности — Цикл передач А. Гениса на Радио «Свобода», март — апрель 2007[8].